# Polikarpov I-16
Polikarpov I-16 var ett avancerat sovjetiskt jaktplan som introducerades i mitten på 1930-talet och den bildade stommen i det sovjetiska flygvapnet i början av det andra världskriget. Jaktplanet visade sig på ett iögonenfallande sätt i Spanska inbördeskriget och Slaget om ChalChin Gol.

## Utveckling
Medan man arbetade på biplanet Polikarpov I-15 började Nikolaj Nikolaevitj Polikarpov konstruera ett avancerat monovingat jaktplan. Det hade sådana moderniteter som infällbart landställ och en heltäckt sittbrunn och det var även optimerat för hastigheten med en kort, stubbig flygkropp (liknande Gee Bee R-1) och hade en Wright Cyclone-motor. Flygplanskroppen var konstruerad av duktäckt plywood över tvärbjälkar av gran. Vingen var byggd av stålbalkar som täcktes av duraluminiumplåt och duk, stjärten var uppbyggd av aluminiumbalkar täckta av duk. Landstället var fullt infällbart med en vevmekanism. En annan modern egenskap var skevroder som löpte längs nästan hela den bakre sidan av vingen och som även fungerade som klaffar när de öppnades 15°. Bestyckningen utgjordes av två 7,62 mm SjKAS-kulsprutor i vingarna. Flygplanet var litet, lätt och enkelt att bygga.
Det fullskaliga arbetet med prototypen TsKB-12 påbörjades i juni 1933 och flygplanet accepterades för produktion den 22 november 1933 en månad innan det flög för första gången. På grund av bristen på Cyclone-motorer ombads Polikarpov att nöja sig med den mindre kraftfulla M-22 -motorn (en sovjetiskbyggd Bristol Mercury) på 335 kW (450 hk). Det ansågs acceptabelt eftersom den planerade toppfarten ändå överskred 300 km/h. En TsKB-12 med M-22 -motor flög för första gången den 30 december 1933 med den berömda sovjetiska testpiloten Valerij Chkalov vid kontrollerna. Den andra TsKB-12:an med Cyclone-motor och en trebladig propeller flög i januari följande år. De inledande testerna som utfördes i februari 1934 påvisade att flygplanet var mycket manöverdugligt men att det inte tolererade några abrupta rörelser på kontrollerna. Man ansåg att TsKB-12 var farligt att flyga och all aerobatik med flygplanet förbjöds. M-22 -versionen föredrogs eftersom Cyclone-motorn vibrerade för mycket. Piloterna påtalade tidigt hur svårt det var att ta sig till sittbrunnen, något som skulle komma att följa flygplanet under hela dess tjänstgöring. Ingenjörerna var även tvungna att utreda flygplanets spinnegenskaper innan testflygningarna. Vindtunneltester antydde på att TsKB-12:an med sin korta stjärt kunde hamna i en flatspinn som det var omöjligt att ta sig ur, men tester i verkligheten var nödvändiga för att bekräfta detta. Eftersom Cyclone-motorer var så sällsynta beslöt man sig att riskera M-22 -prototypen för detta ändamål. Mellan den 1 mars och 2 mars 1934 utförde Chkalov 75 spinnmanövrar och fann att det hade väldigt godartat uppförande vid stall (vingen föll men rätade upp sig igen när farten ökade utan att piloten behövde göra någonting) och avsiktliga spinnmanövrar kunde enkelt avbrytas genom att kontrollerna placerades i neutralt läge. Historierna om de förrädiska spinnegenskaperna hos I-16 som förekommer i modern litteratur har ingen grund (de är eventuellt extrapolerade från erfarenheterna med Gee Bee). De facto var det flygplanets släkting, biplanet Polikarpov I-153 som led av dåliga spinnegenskaper.
Man började utprova det nya jaktplanet, beetecknat I-16, för tjänst den 22 mars 1934. M-22 -prototypen uppnådde 359 km/h. Det manuellt innfällbara landstället hade den egenskapen att det låste sig ibland och det krävde en avsevärd kraftansträngning av piloten att veva in och ut landstället. De flesta testflygningarna gjordes med utfällt landställ. Den 14 april 1934 skadades Cycloneprototypen när ett av benen kollapsade under taxning. Den 1 maj 1934 deltog prototypen M-22 i en överflygning över Röda torget. Den tredje prototypen som var utrustad med en Cyclone-motor användes för testning av olika aerodynamiska förbättringar och sändes till regeringstestningarna den 7 september 1934. Topphastigheten på 437 km/h var nu alldeles för låg för flygvapnet, som nu ville ha den experimentella Nazarov M-58-motorn och en hastighet på 470 km/h. Under tiden sattes den M-22 -drivna versionen i produktion vid Fabrik 21 i Nizjnij Novgorod och Fabrik 39 i Moskva. Eftersom det var det fjärde flygplanet som tillverkades av dessa fabriker kom den att få beteckningen I-16 typ 4.
Sammanlagt tillverkades 7 005 ensitsiga jaktplan och 1 639 tvåsitsiga skolflygplan.
Tidigt på 1990-talet organiserade den nyzeeländske piloten och entreprenören Tim (senare Sir Tim) Wallis restaureringen av tre I-153:or och sex I-16 till flygdugligt skick. Projektet blev klart år 1999 när den tredje och sista I-153:an anlände till Nya Zeeland. Efter en spektakulär internationell debut vid Warbirds Over Wanaka 1998 (för I-16:orna) och år 2000 (för I-153:orna) såldes flygplanen till olika ställen i världen. En hamnade hos Commemorative Air Force i USA, en till Jerry Yagen i Virginia, en I-16 hamnade i Spanien. Ytterligare två I-16 och två I-153:or finns kvar i Wanaka och väntar på att bli sålda. Jerry Yagen lät också restaurera en andra I-16 i Ryssland.

## Operationell historia

Polikarpov I-16

När flygplanet kom i tjänst fann man att SjKAS-kulsprutan hade en tendens att låsas. Detta berodde på att kulsprutorna installerades upp och ner i vingen för att rymmas där. Problemet löstes i senare modifikationer. 
- Piloternas erfarenheter bekräftade utprovningarna med prototyperna.
  - Kontrollerna var lätta och känsliga, abrupta manövrar resulterade i spinn och spinnegenskaperna var utmärkta.
  - En tunnelroll kunde utföras under 1,5 sekunder (rollhastigheten var mer än 240 grader/sekund).
  - Kulsprutorna avfyrades via en kabel och detta, tillsammans med de känsliga kontrollerna gjorde precisionsskytte svårt.
  - Det baktunga flygplanet hade inga problem med att rulla på oförberedda och dåliga flygfält, eftersom det inte tippade över enkelt, ens fastän framhjulen åkte ner i någon grop.
  - Flyghuven tenderade att smutsas ned av motorolja och den rörliga delen kunde slå fast under aggressiva manövrar, vilket ledde till att vissa piloter låste flyghuven i dess öppna läge.

När det Spanska inbördeskriget bröt ut år 1936 bad de republikanska styrkorna om jaktplan från omvärlden. Efter att ha erhållit betalning i guld sände Josef Stalin omkring 500 I-16 typ 5 och typ 6. Flygplanen tog omedelbart över dominansen av skyn från nationalisternas Heinkel He 51, Arado Ar 68 och Fiat CR.32 biplan och förblev himlens herre fram till att Messerschmitt Bf 109 introducerats. Nationalisterna döpte det sovjetiska flygplanet till "Rata" (råtta), medan republikanerna kärleksfullt kallade det för "Mosca" (fluga).
Flera flygpublikationer av denna tid kallade flygplanet för en "Boeing" på grund av den felaktiga antagningen att den baserats på Boeings P-26-design.
Flera flygplan förlorades efter strukturella brister i vingarna, men detta åtgärdades snabbt. Tunga kulsprutor kunde ibland penetrera det bepansrade ryggstödet och likaså kunde bränsletankarna fatta eld trots att de var skyddade. Det heta spanska klimatet krävde även att man tillförde oljekylare, och damm påverkade motorernas livslängd negativt. Trots att vissa flygplan kunde nå upp i 400 flygtimmar var vanligtvis livslängden för en I-16 87 dagar, av vilka en sjättedel utnyttjades för underhåll. Det som man klagade mest på var den lätta bestyckningen som utgjordes av enbart två 7,62 mm kulsprutor. Det åtgärdades snabbt i och med typ 6 som fick en tredje SjKAS under flygkroppen. Typ 10 som hade fyra kulsprutor döptes snabbt till "Super Mosca" eller helt enkelt till "Super." 
Ytterligare 250 I-16 typ 10 sändes till Kina. Denna modell fick ytterligare ett par 7,62 mm SjKAS-kulsprutor, pansar bakom piloten och en lätt uppgraderad 560 kW (750 hk) M-25-motor. Dessa flygplan bekämpade år 1939 japanerna där de överträffade Nakajima Ki-27 och var jämbördiga med Mitsubishi A5M. Flygplanet deltog även i storskaliga stridigheter mellan Sovjetunionen och Japan i slaget om ChalChin Gol år 1939. Den japanska flottan introducerade år 1940 sin Mitsubishi A6M Zero som totalt utklassade I-16.
Man gjorde ytterligare försök att uppgradera flygplanets eldkraft genom att använda 20 mm SjVAK-kanoner. Piloterna älskade resultatet, men kanonerna fanns bara i begränsade mängder och edast ett litet antal av typerna I-16 typ 12, 17, 27 och 28 byggdes. Kanonerna påverkade dock negativt tiden som det tog att flyga en 360° cirkel från 15 sekunder till 18 sekunder. Typ 24 bytte ut bakskenan mot ett sporrhjul och utrustades med den kraftigare 670 kW (900 hk) Sjvetsov M-63-motorn. Typ 29 bytte ut två av sin SjKAS-kulsprutor mot en enda 12,7 mm UBS-kulspruta. Typerna 18, 24, 27, 28 och 29 kunde utrustas med anordningar för att bära ostyrda raketer av typen RS-82. Dessa flygplan hade undersidan av vingarna täckta med duraluminium i stället för med duk.
En statlig studie som genomfördes år 1939 fann att I-16 hade nått till vägs ände i fråga om utvecklingspotential. Tillförsel av pansar, radio, batterier och klaffar under flygplanets evolution gjorde att baktyngden ökade till den grad att man tvingades hålla styrspaken hårt framåt för att flyga plant. Samtidigt hade flygplanet utvecklat en tendens att komma in i okontrollerade dykningar. Öppning och stängning av klaffar förorsakade en kraftig förändring i flygplanets uppförande. Precis eldgivning var svårt.
År 1941 var I-16 ännu det mest numerära jaktplanet i den sovjetiska arsenalen och utgjorde två tredjedelar av det sovjetiska flygvapnet. Den Röda arméns piloter döpte flygplanet till Isjak (ryska: Ишак, åsna) eftersom det påminde om det ryska uttalet för "I-16." Trots att I-16:s prestationer i huvudsak var sämre än Luftwaffes Me 109, speciellt på högre höjder, kunde skickliga piloter utnyttja flygplanets överlägsna horisontella manövrerbarhet och gillade flygplanet till den grad att de vägrade byta till modernare jaktplan. I strid kunde den tyska Me 109 fly från I-16 genom att dyka eftersom det sovjetiska, knubbiga flygplanet hade en dykhastighet på endast 530 km/h. Som med andra flygplan byggda i trä var spränggranater förödande för flygplanet. Behovet av jaktplan var dock så desperat att produktionen fortsatte under krigets första år. Omkring hälften av de tillverkade I-16-jaktplanen var ännu i tjänst år 1943 när de slutligen ersattes.
Det fanns en speciellt modifierad I-16 som användes i Zvenoexperimenten, där man testade idén med parasitflygplan på ett moderskepp av typen Tupolev TB-3.

### Användning i Finland
I-16 kom att flyga på båda sidor under det andra världskriget i Finland. Flygplanet gick då under namnet Rata. 
Det finländska flygvapnet hade tagit sex I-16 -jaktplan som krigsbyte och två av dem rustades upp och var i användning 1940–1943. Totalt 16 Rataflygplan sköts ned av de finländska jaktplanen under vinterkriget. En I-16UTI togs som krigsbyte och restaurerades och gavs beteckningen UT-1, flygplanet visades upp för olika divisioner år 1942. I slutet av 1943 hade båda tagits ur bruk och den ena överförts till Tyskland. Man flög endast cirka 6 timmar med flygplanen i finländsk tjänst.

#### Museiflygplan i Finland
En I-16 finns i Finlands flygmuseum  
och en I-16UTI (UT-1) finns bevarad i ett lager vid Vesivehma.

## Varianter

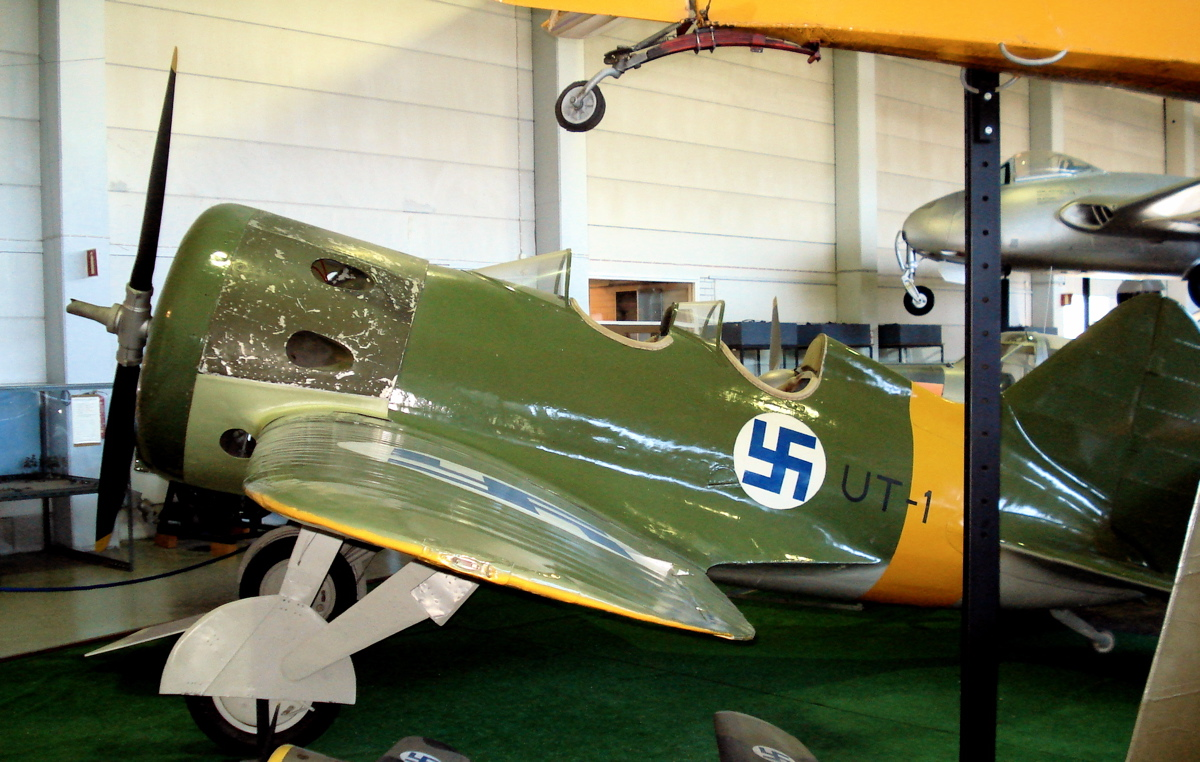
UTI-4 tvåsitsig skolversion, med finländska markeringar, bland annat med en svastika

- I-16 typ 1 - förproducerad testversion, Sjvetsov M-22 (Bristol Jupiter)-motor, 335 kW (450 hk), 30 byggda.
- I-16 typ 4 - första produktionsversionen, Wright R-1820 Cyclone-motor.
- I-16 typ 5 - Sjvetsov M-25-motor (baserad på Wright R-1820 Cyclone), 520 kW (700 hk), den till numerären största versionen med 3 000 byggda exemplar.
- I-16 typ 6 - en tredje SjKAS kulspruta tillfördes flygkroppens undersida, 30 byggdes.
- I-16 typ 10 - fyra SjKAS-kulsprutor, en mera traditionell vindruta ersatte den besvärliga öppningsbara vindhuven, reflektorsikte tillfördes, en större vingyta täcktes med duraluminium, M-25V-motor med 560 kW (750 hk).
- I-16 typ 12 - två SjKAS-kulsprutor och två 20 mm ShVAK automatkanoner i vingarna.
- I-16 typ 17 - synkroniserade SjKAS-kulsprutor flyttades till flygkroppen, SjVAK-bibehölls i vingarna, M-25V-motor, omändrad flygkroppsundersida så att flygplanet kunde acceptera skidor.
- I-16 typ 18 - typ 10 med Sjvetsov M-62-motor med en tvåhastighets turbokompressor, 620 kW (830 hk).
- I-16 typ 20 - fyra SjKAS-kulsprutor, den första version, som kunde bära utvändiga vingtankar som rymde 93 l. (Kapaciteten baseras på tankar som användes på det japanska Nakajima Ki-27, 80 byggdes.
- I-16 typ 24 - fyra SjKAS-kulsprutor, landningsklaffar ersatte droppskevroder, sporrhjul tillfördes, en andra sittbrunnsdörr tillfördes styrbordssidan, Sjvetsov M-63-motor, 670 kW (900 hk), 934 byggda.
- I-16 typ 27 - typ 17 med M-62-motor.
- I-16 typ 28 - typ 24 med två SjKAS-kulsprutor och två SjVAK-kulsprutor.
- I-16 typ 29 - två synkroniserade SjKAS-kulsprutor i nosen och en enda 12,7 mm UBS på flygkroppens undersida, inga vingkulsprutor, kortare landställ med bredare spårvidd, M-63-motor, 650 byggda.
- I-16 typ 30 - återinfördes i produktion 1941-1942, M-63-motor.
- I-16P - automatkanonbestyckad prototyp, kom att tillverkas som typ 12.
- I-16Sj (TsKB-18) - markattackversion med en M-22-motor, helt bepansrad sittbrunn (för första gången hos sovjetiska flygplan), fyra SjKAS-kulsprutor och 100 kg bomber, ett exemplar byggdes. Ytterligare två typ 5 utrustades med sex SjKAS-kulsprutor som kunde sänkas 20° vid markanfall.
- I-16 SPB (TsKB-29) - höghastighetsstörtbombarprototyp med pneumatiska klaffar och landställ, två SjKAS-kulsprutor och 200 kg bomber, kom inte att produceras.
- I-16TK - typ 10 med en turbokompressor för förbättrade höghöjdsegenskaper, uppnådde 494 km/h på 8 600 m höjd, började aldrig tillverkas.
- UTI-1 - tvåsitsigt skolflygplan av typ 1.
- UTI-2 - förbättrad UTI-1 med fast landställ.
- UTI-4 (I-16UTI) - tvåsitsigt skolflygplan av typ 5, de flesta hade fast landställ.

## Användare
- Finland
- Kina
- Mongoliet
- Sovjetunionen
- Spanien